# Бид
Бид (англ. Bid; предлагаемая цена) — цена спроса, наивысшая цена покупателя, по которой он согласен купить валюту, ценные бумаги и т. п. активы. В биржевой практике ценой бид на текущий момент обычно считают наивысшую цену, по которой есть ожидающая удовлетворения заявка на покупку, по которой любой желающий может продать свои активы. Биду противостоит аск — цена предложения. Разницу между ними называют спред.
Различают незатребованный бид — то есть цена, которую предлагают за товар, не выставленный на продажу. В некоторых случаях в результате нескольких бидов наступает «биддинговая война», фактически представляющая собой частный случай аукциона.